# Lately (Skunk Anansie)
Lately  è il terzo singolo estratto dal terzo album degli Skunk Anansie Post Orgasmic Chill. È stato pubblicato nell'agosto del 1999.

## Tracce
CD 1
1. "Lately" || 3:53
2. "Decadence Of Your Starvation" 3:37
3. "Charlie Big Potato" 4:45
4. Interactive Section

CD 2
1. "Lately" || 3:53
2. "The Pill's Too Painful" 3:59
3. "Secretly (Armand Van Helden Mix)" 7:40

## Classifiche
| Classifica (1999) | Posizione massima |
| ----------------- | ----------------- |
| Islanda           | 4                 |
| Paesi Bassi       | 80                |
| Regno Unito       | 33                |